# Langenleuba-Niederhain
Langenleuba-Niederhain ist eine Gemeinde im thüringischen Landkreis Altenburger Land. Erfüllende Gemeinde für Langenleuba-Niederhain ist Nobitz.

## Geografie
Langenleuba-Niederhain befindet sich im Osten des zu Thüringen gehörenden Altenburger Lands. Im Norden und Osten grenzt das Gebiet der Gemeinde an Sachsen. Die Kreisstadt Altenburg liegt 11 Kilometer westlich, die sächsischen Städte Penig 9 Kilometer östlich, Frohburg 11 Kilometer nördlich und Glauchau 16 Kilometer südlich.
Im Ort mündet der aus dem sächsischen Langenleuba-Oberhain kommende Leubabach in die Wiera. Unterhalb des Dorfes Langenleuba-Niederhain wird die durch den Ort fließende Wiera in der Talsperre Schömbach aufgestaut. Das Gewässer fasst 7,71 Millionen Kubikmeter und erstreckt sich nordwärts bis Altmörbitz, einem Ortsteil von Frohburg in Sachsen. Den Nordwesten des Gebiets von Langenleuba-Niederhain nimmt der Leinawald ein.

### Nachbargemeinden
Angrenzende Gemeinden sind (im Uhrzeigersinn) die Stadt Frohburg im sächsischen Landkreis Leipzig, die Stadt Penig im ebenfalls zu Sachsen gehörenden Landkreis Mittelsachsen sowie Nobitz und Windischleuba im Landkreis Altenburger Land.

### Gemeindegliederung

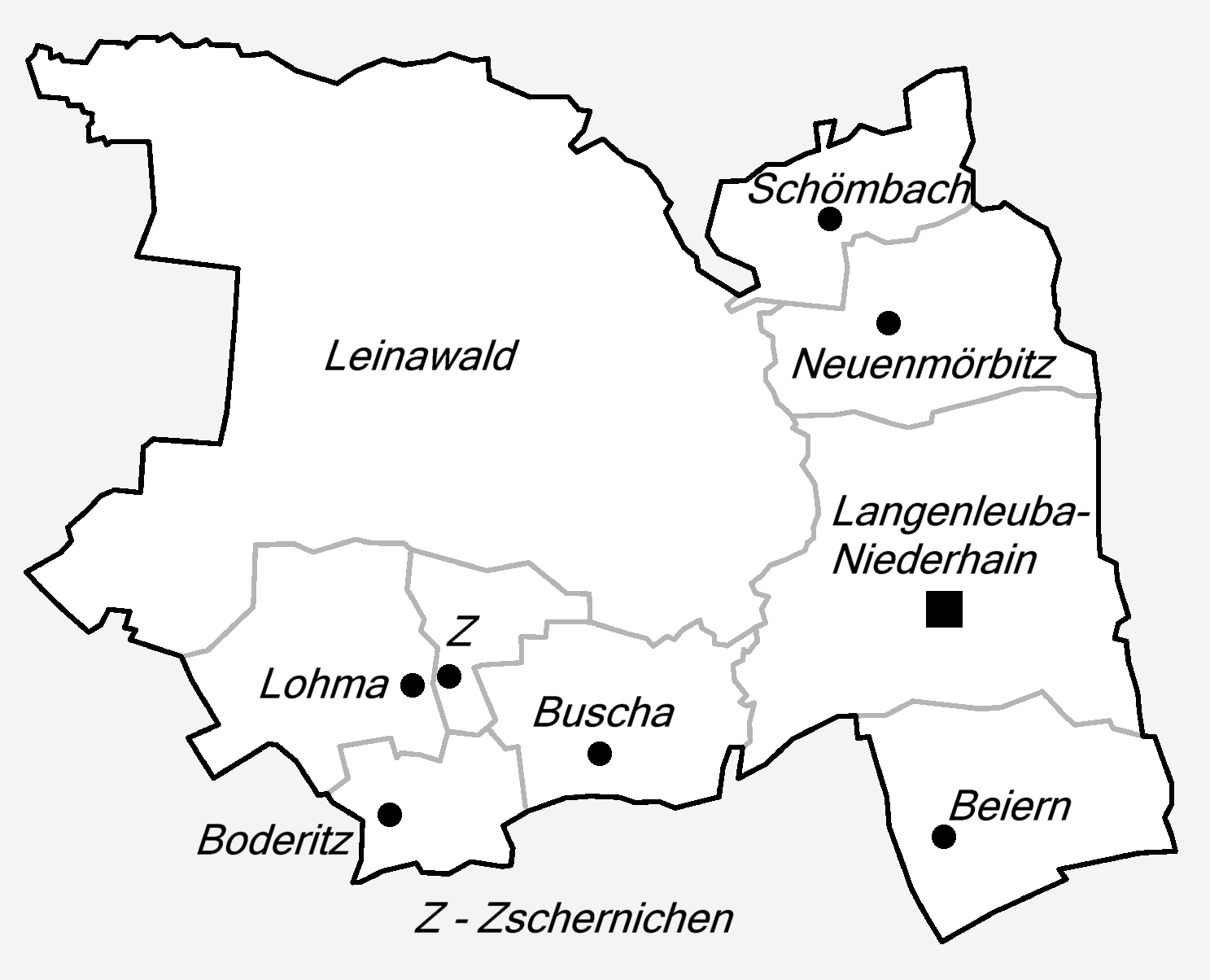
Gemeindegliederung

Die Gemeinde Langenleuba-Niederhain besteht aus folgenden Ortsteilen:
- Langenleuba-Niederhain
- Beiern
- Boderitz
- Buscha
- Lohma
- Neuenmörbitz
- Schömbach
- Zschernichen

## Geschichte

### Ersterwähnung bis Mitte des 16. Jahrhunderts

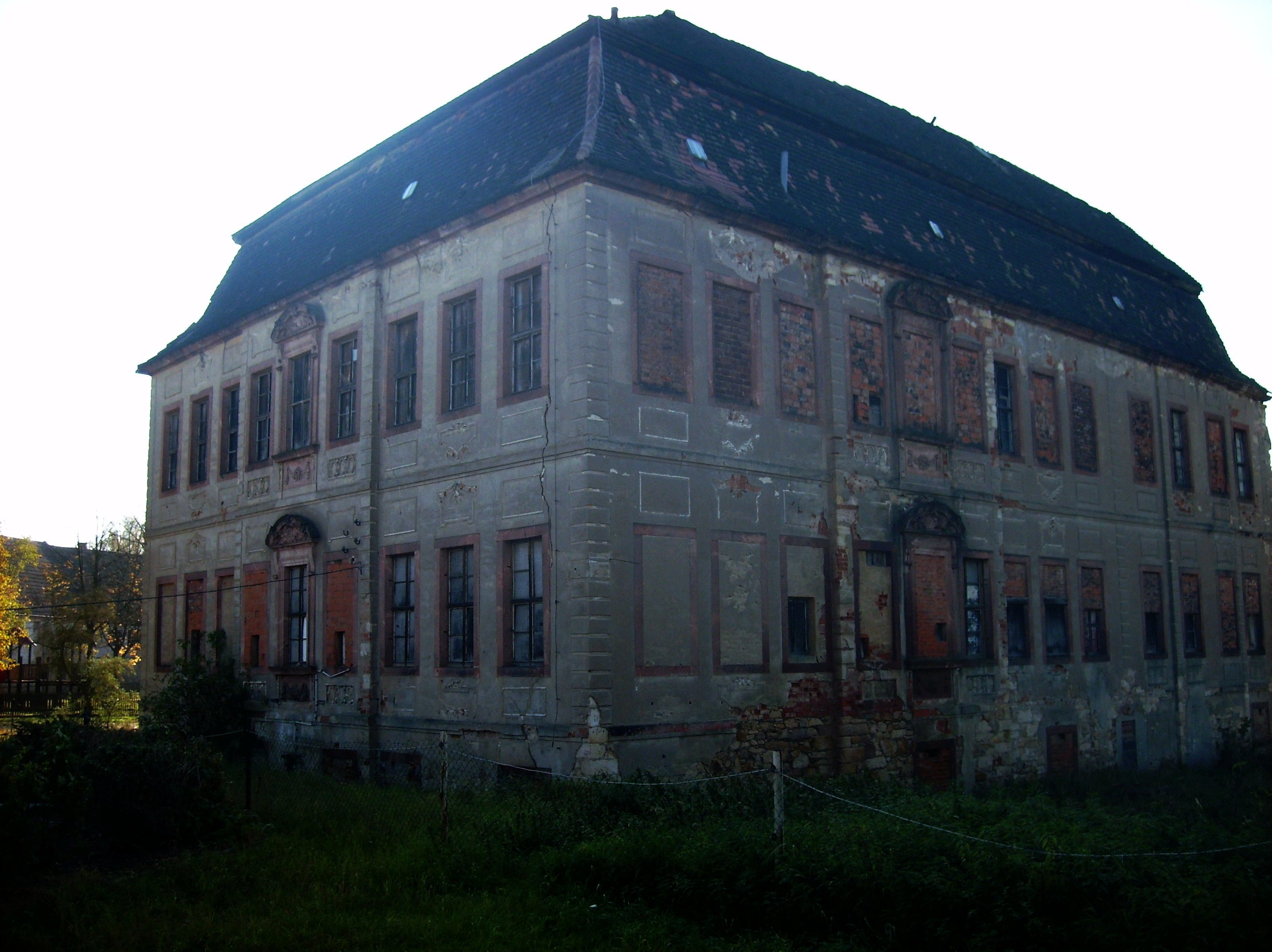
Halbes Schloss

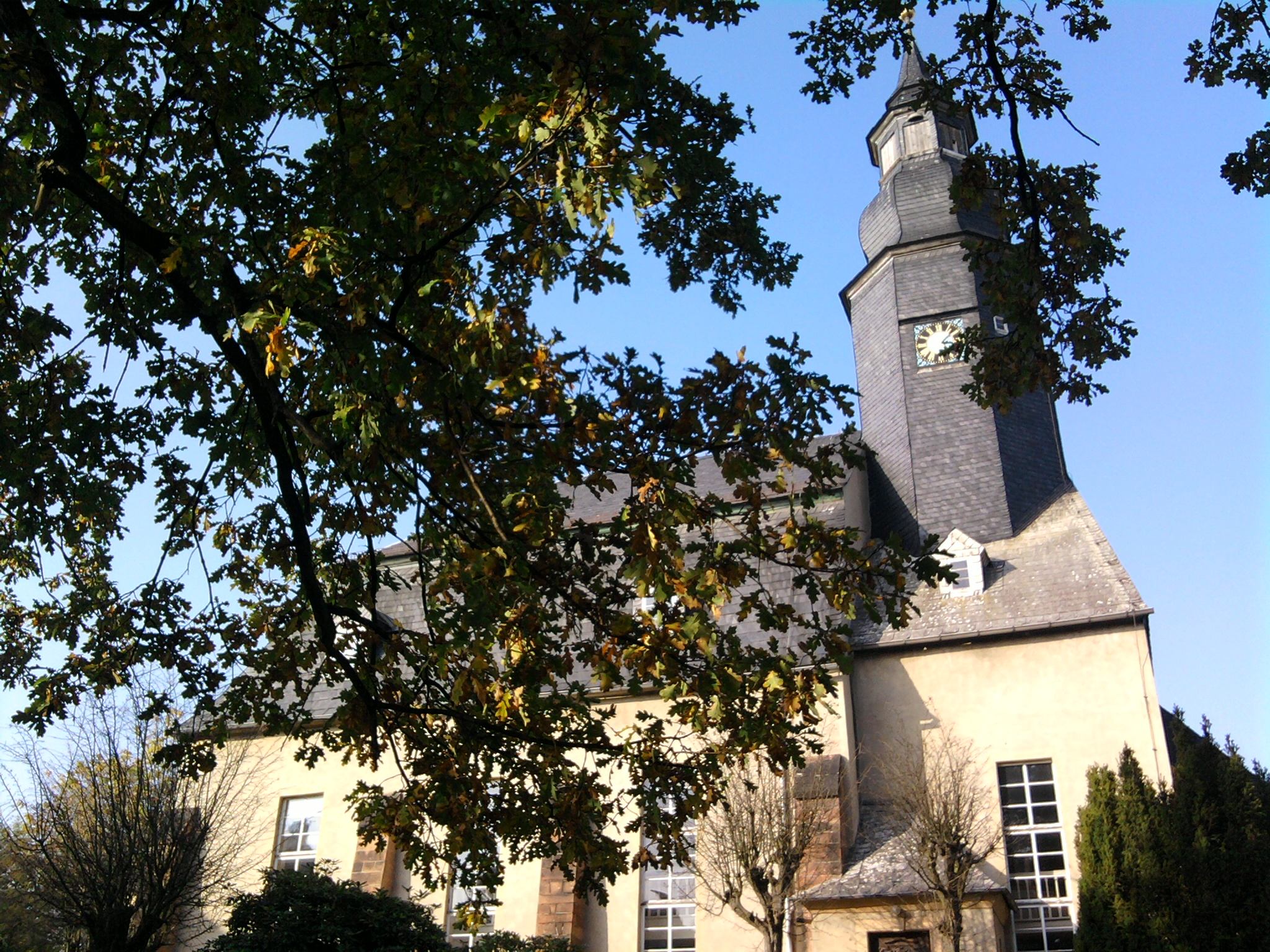
Kirche St. Nikolai

Der Ort Langenleuba wurde 1290 in einer Urkunde der Vögte von Weida als „Longa luben“ erstmals urkundlich erwähnt. Auf Bitten seines Schwagers Heinrich von Wolkenburg übertrug Burggraf Heinrich II. von Altenburg dem Bergerkloster zu Altenburg 1 Talent Silber im Dorf Langenluben als Sühne für den Mord an Heinrich von Kaufungen. Der deutsche König Rudolf I. nahm am 10. November 1290 das Bergerkloster in seinen Schutz. In der Bestätigung der Privilegien, Rechte und der einzelnen Aufführung aller Einkünfte und Besitzungen wurde in dem Schriftstück ausdrücklich von „Luben major“ geschrieben. Zusätzlich erschien als Zeuge einer Urkunde Johannes „plebanus“ (Pfarrer) in Langenluben.
Zum Namen der Siedlung am Leubabach könnte deren slawischer Ursprung herangezogen werden, da „luba“ bzw. „luwa“ freiübersetzt Borke / Rinde bedeutet und hier zu dieser Zeit Waldlandschaft vorherrschend war. Als der Wald am Oberlauf des Leubabachs urbar gemacht wurde, erhielt dieser Ortsteil den Zusatz „Oberhain“, während der Ortsteil im Mündungsbereich des Leubabachs in die Wiera den Zusatz „Niederhain“ erhielt. In Langenleuba-Niederhain ist seit dem 11. Jahrhundert eine Burg erwähnt, deren Besitzer und vermutlich auch Erbauer die Burggrafen von Altenburg waren.
Mit dem Aussterben der Burggrafen von Altenburg im Jahr 1329 wurden die Wettiner die Lehnsherren über das Pleißenland und somit auch über Langenleuba. Ab 1329 besaßen die wettinischen Markgrafen von Meißen die Lehnshoheit über die Burg in Langenleuba-Niederhain. Im Laufe der Zeit wurde die Burg an die Burggrafen von Leisnig, später an die Herren von Creutzen, von Zschadras, von Schauroth und von Kuntsch verlehnt. Nachdem die Markgrafschaft Meißen im Jahr 1423 die Kurwürde erlangt hatte, gehörte Langenleuba zum Kurfürstentum Sachsen. Nach der Leipziger Teilung 1485 verblieb der Ort beim ernestinischen Kurfürstentum Sachsen. Bei der Einführung der Reformation wurde 1543 das Altenburger Bergerkloster aufgelöst. Mit der Wittenberger Kapitulation 1547 gehörte Langenleuba zum nun albertinischen Kurfürstentum Sachsen. Spätestens zu dieser Zeit verlief zwischen Langenleuba-Oberhain und Langenleuba-Niederhain eine Verwaltungsgrenze. Im Jahr 1551 stand Langenleuba-Oberhain unter der Gerichtsbarkeit des Ritterguts Rittergut Sahlis, das mit seinen Orten um 1696 zum kursächsischen Amt Borna gehörte. Dadurch teilte der Ort die Geschichte Sachsens, während Langenleuba-Niederhain in der Folgezeit zu den Thüringischen Staaten gehörte.

### Mitte des 16. Jahrhunderts bis 19. Jahrhundert
Langenleuba-Niederhain gehörte, wie auch seine heutigen Ortsteile, zum Amt Altenburg, das mit dem Naumburger Vertrag 1554 wieder ernestinisch wurde und in der Folge zu verschiedenen Ernestinischen Herzogtümern gehörte: Herzogtum Sachsen (1554 bis 1572), Herzogtum Sachsen-Weimar (1572 bis 1603), Herzogtum Sachsen-Altenburg (1603 bis 1672), Herzogtum Sachsen-Gotha-Altenburg (1672 bis 1826). Die Familie von Kuntsch ließ 1707 die Wasserburg in Langenleuba-Niederhain abreißen und ein Schloss durch Johann Gregor Fuchs errichten, das durch den 1838 erfolgten Abriss des Südflügels als „Halbes Schloss“ bekannt ist.
Bei der Neuordnung der ernestinischen Herzogtümer im Jahr 1826 kam Langenleuba-Niederhain zum wiedergegründeten Herzogtum Sachsen-Altenburg. Nach der Verwaltungsreform im Herzogtum gehörte der Ort juristisch zum Amtsgericht Altenburg und bezüglich der Verwaltung zum Ostkreis (bis 1900) bzw. zum Landratsamt Altenburg (ab 1900).

### 20. Jahrhundert bis zur Gegenwart

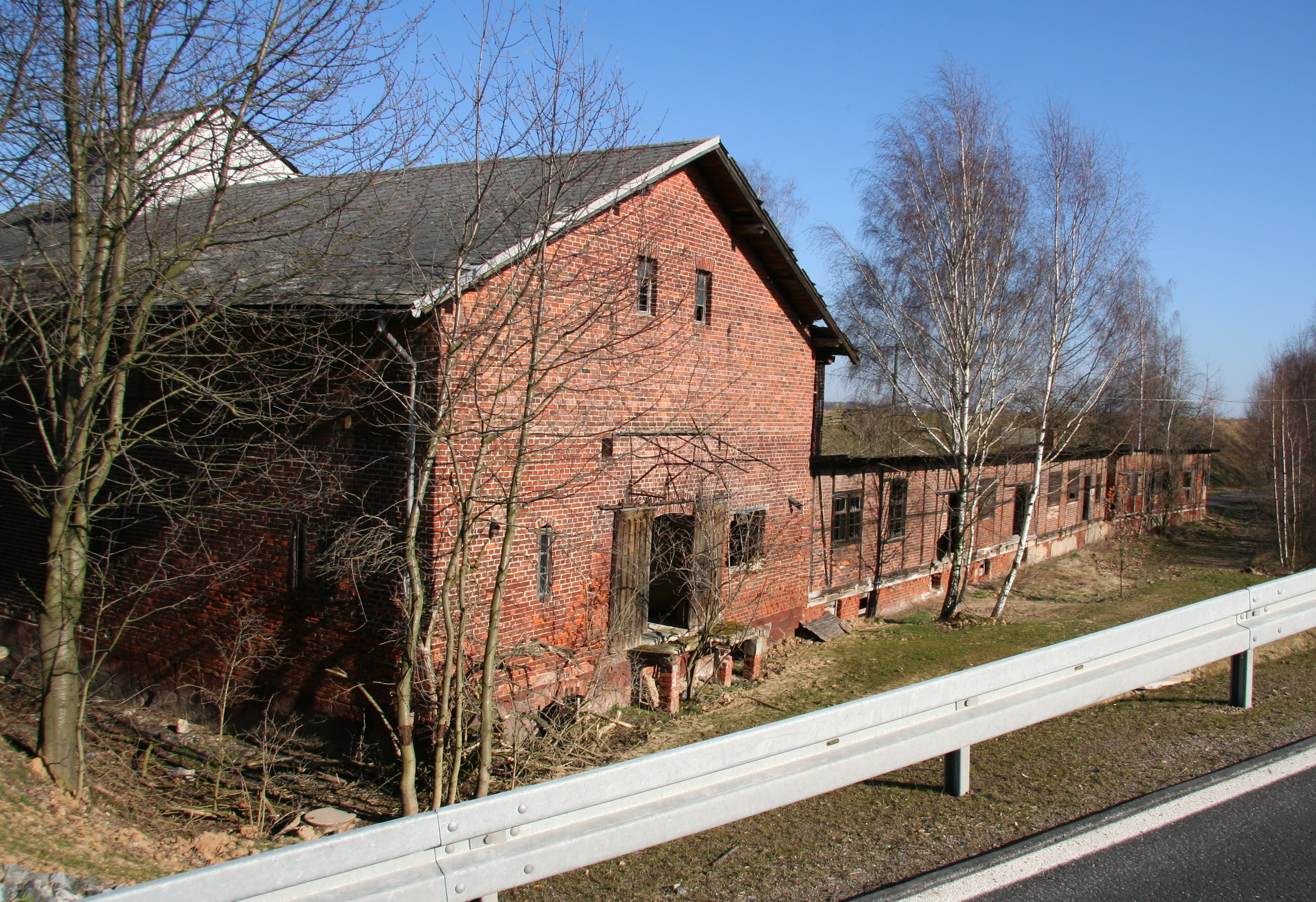
Bahnhof Beiern–Langenleuba

1901 erhielt Langenleuba-Niederhain mit dem Bahnhof Beiern-Langenleuba Anschluss an die Bahnstrecke Altenburg–Langenleuba-Oberhain. Die Bahnstrecke bestand bis 1995. Langenleuba-Niederhain gehörte ab 1918 zum Freistaat Sachsen-Altenburg, der 1920 im Land Thüringen aufging. Seit 1922 gehörte der Ort zum thüringischen Landkreis Altenburg.
Auf dem örtlichen Friedhof wurden 1945 14 jüdische Frauen aus dem Außenlager Penig des KZ Buchenwald in Langenleuba-Oberhain begraben, die während des Zweiten Weltkrieges bei der Zwangsarbeit für die zu den Junkerswerken gehörige Firma Max Gehrt in Penig umgekommen waren. Ein Mahnmal erinnert an sie.
Im Zuge der Bodenreform in der Sowjetischen Besatzungszone wurden die Nachfahren der Familie von Kuntsch im Jahr 1946 enteignet und die 1926 gegründete Familienstiftung aufgehoben. Auf den Gutsflächen entstanden elf Neubauernstellen. Im Schloss selbst fand unter anderem Schulunterricht statt. Seit ca. 1980 verfällt das leer stehende Schlossgebäude, während die Wirtschaftsgebäude, einschließlich des ehemaligen Ritterguts-Gasthofes, erhalten geblieben sind.
Bei der zweiten Kreisreform in der DDR wurden 1952 die bestehenden Länder aufgelöst und die Landkreise neu zugeschnitten. Langenleuba-Niederhain wurde dem Kreis Altenburg zugeteilt, der wiederum nun zum Bezirk Leipzig gehörte. Bei der Neugründung des Freistaats Thüringen im Jahr 1990 kam Langenleuba-Niederhain mit dem Kreis Altenburg wieder zu Thüringen. Seit 1994 ist der Ort Teil des Landkreises Altenburger Land. Zwischen dem 1. April 1992 und dem 6. Juli 2018 gehörte Langenleuba-Niederhain zur Verwaltungsgemeinschaft Wieratal, deren Sitz sich auch im Ort befand. Seitdem ist die Gemeinde Nobitz erfüllende Gemeinde für Langenleuba-Niederhain.

### Einwohnerentwicklung
Entwicklung der Einwohnerzahl (Stand jeweils 31. Dezember):
| - 1994: 2.236 - 1995: 2.236 - 1996: 2.201 - 1997: 2.173 - 1998: 2.171 - 1999: 2.153 | - 2000: 2.118 - 2001: 2.095 - 2002: 2.091 - 2003: 2.072 - 2004: 2.067 - 2005: 2.071 | - 2006: 2.044 - 2007: 2.032 - 2008: 1.989 - 2009: 1.974 - 2010: 1.928 - 2011: 1.888 | - 2012: 1.874 - 2013: 1.851 - 2014: 1.816 - 2015: 1.787 - 2016: 1.773 - 2017: 1.756 | - 2018: 1.740 - 2019: 1.746 - 2020: 1.726 - 2021: 1.732 - 2022: 1.739 - 2023: 1.717 |
| Datenquelle: Thüringer Landesamt für Statistik                                      |                                                                                     |                                                                                     |                                                                                     |                                                                                     |

### Eingemeindungen
| Ehemalige Gemeinde | Datum          | Anmerkung                                                                                            |
| ------------------ | -------------- | --- |
| Beiern             | 15. Juni 1965  | Umgliederung nach Langenleuba-Niederhain, am 1. Juli 1950 erfolgte die Eingemeindung nach Flemmingen |
| Boderitz           | 1. Juli 1950   | Eingemeindung nach Lohma-Zschernichen                                                                |
| Buscha             | 1. Juli 1950   | Eingemeindung nach Lohma-Zschernichen                                                                |
| Lohma              | 1. April 1923  | Zusammenschluss mit Zschernichen zu Lohma-Zschernichen                                               |
| Lohma-Zschernichen | 1. Januar 1973 | |
| Neuenmörbitz       | 1. Juni 1965   | |
| Schömbach          | 1. Juli 1950   | Eingemeindung nach Neuenmörbitz                                                                      |
| Zschernichen       | 1. April 1923  | Zusammenschluss mit Lohma zu Lohma-Zschernichen                                                      |

Die Einwohnerdichte (45 Einwohner je km²) ist deshalb so gering, weil der überwiegende Teil des größten Waldes des Landkreises, der Leinawald, nahezu die Hälfte der Gemeindefläche ausmacht.

## Politik

### Bürgermeister
Von 1994 war der Bürgermeister bis 1999 Gerd Werner. Von 1999 bis 2016 bekleidete der CDU-Politiker Jürgen Schneider dieses Amt. Er trat am 5. Juni 2016 nicht mehr zur Wahl an. Diese Wahl gewann der SPD-Politiker Carsten Helbig mit einer Mehrheit von 67,2 % und einer Wahlbeteiligung von 68,6 % (+ 9,7 %p) gegen einen Mitbewerber. Die Wahl im Jahr 2022 gewann ebenfalls Carsten Helbig mit 97,3 % der Stimmen und einer Wahlbeteiligung von 43,1 %. Er hatte keinen Gegenkandidaten.

### Gemeinderat
Der Gemeinderat besteht in Langenleuba-Niederhain aus zwölf Bürgerinnen und Bürgern, die alle fünf Jahre neu gewählt werden. Die Gemeinderatswahl am 26. Mai 2024 führte zu folgendem Ergebnis (mit Vergleichszahlen der Wahlen  2019 und 2014):
| Partei / Liste                          | Stimmenanteil | Sitze  | Ergebnis 2019   | Ergebnis 2014   |
| SPD / Wählergruppe SPD                  | 45,8 %        | 6      | 43,4 %, 5 Sitze | 33,2 %, 4 Sitze |
| CDU / Wählergruppe der CDU              | 17,8 %        | 2      | 22,4 %, 3 Sitze | 36,0 %, 4 Sitze |
| Die Linke                               | 04,1 %        | 0      | 7,2 %, 1 Sitz   | 11,3 %, 2 Sitze |
| Unabhängige Wählergemeinschaft Wieratal | 32,3 %        | 4      | 27,0 %, 3 Sitze | 19,6 %, 2 Sitze |
| Wahlbeteiligung                         | 67,3 %        | 67,3 % | 67,6 %          | 58,5 %          |

## Kultur und Sehenswürdigkeiten
Zu den Sehenswürdigkeiten gehört das Rittergut im Ortszentrum mit dem barocken Halben Schloss sowie die St. Nikolaikirche.
Außerdem bestehen mit der St. Katharinenkirche in Neuenmörbitz und der Kirche in Lohma zwei weitere Gotteshäuser auf Gemeindegebiet.

## Wirtschaft und Infrastruktur
Langenleuba-Niederhain besaß im heutigen Ortsteil Beiern den Bahnhof Beiern-Langenleuba an der inzwischen stillgelegten Bahnstrecke Altenburg–Langenleuba-Oberhain, das weiter westlich gelegene Boderitz einen Haltepunkt. Zwischen dem Haltepunkt Wiesebach (zu Frohnsdorf) und dem Bahnhof Beiern-Langenleuba wird das Tal der Wiera durch die 330 Meter lange und 17 Meter hohe Wiesebacher Brücke überspannt. Vor 1945 war die Schlauchfabrik Friedemann im Ort ansässig, das Holzsägewerk Gleitsmann, eine Ziegelei (zum Rittergut gehörend), mehrere Mühlen, Handwerker und Landwirtschaftsbetriebe.
Nach 1949 entstand aus der Schlauchfabrik die Verbandsmittelfabrik, das Sägewerk wurde verstaatlicht (die einstigen Eigentümer als Verwalter eingesetzt), die ehemaligen Pächter der Ziegelei wurden Landwirte – später in einer Landwirtschaftlichen Produktionsgenossenschaft Typ I – welche in die Groß-LPG überging.
Heute gibt es keinerlei Industrie, wenige Handwerksbetriebe sind noch vorhanden; vorherrschend ist die Groß-Landwirtschaft.

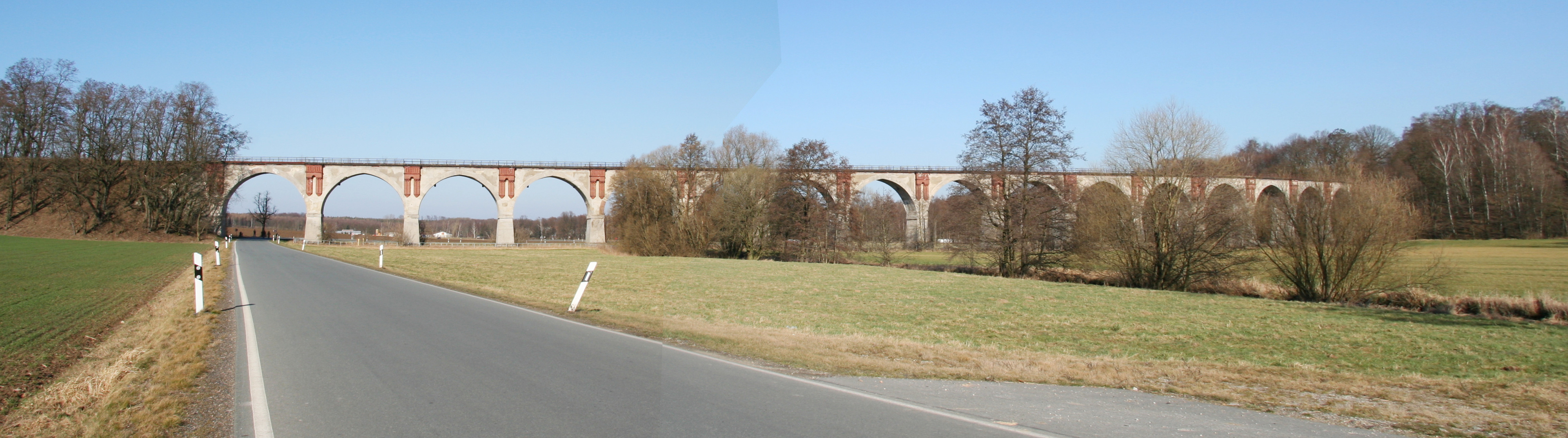
Wiesebacher Brücke

### Wasserver- und Abwasserentsorgung
Die Aufgaben der Wasserver- und Abwasserentsorgung hat die Gemeinde dem Zweckverband Wasserver- und Abwasserentsorgung Altenburger Land übertragen.

## In Langenleuba-Niederhain geborene Persönlichkeiten
- Christoph Erler (1783–1854), in Österreich und Mähren tätiger Orgel- und Klaviermacher.[13]
- Oskar Bonde (1825–1898) geboren in Zschernichen, gründete eine Verlagsbuchhandlung und wurde 1862 Sachsen-Altenburgischer Hofbuchhändler.
- Eberhard Equit (1939–2016), Grafiker

## Kurioses
Die von Karl May erfundene Figur Tante Droll stammt aus Langenleuba-Niederhain.